# El tercer home
El tercer home (títol original en anglès The Third Man) és una pel·lícula britànica dirigida per Carol Reed l'any 1949. Està doblada al català.
L'aportació d'idees d'Orson Welles a Carol Reed a la pel·lícula sembla evident. Welles havia tingut problemes amb les seves produccions a Hollywood i va decidir fer el salt cap a Europa, on va dirigir i col·laborar en diferents projectes, entre els quals aquest de Carol Reed. La seva primera aparició en pantalla (el moviment d'una làmpada que mostra Harry Lime davant de la cara de sorpresa de Cotten) ha estat considerada una de les millors presentacions d'un personatge en la història del cinema. D'altra banda, tampoc no s'ha d'oblidar la persecució pel clavegueram de Viena, en la qual la pel·lícula assoleix el seu zenit davant de l'excel·lent actuació de Welles. També sembla signada per aquest la gran perspectiva del cementiri de Viena que clou la pel·lícula.
L'obstinada música de cítara, escrita i interpretada per Anton Karas, contribueix al clima depriment i misteriós de la narració.
Per tot això, la pel·lícula va ser considerada la millor pel·lícula britànica de la història del cinema el 1999, pel British Film Institute va votar "El tercer home". El 2011, un sondeig format per 150 actors, directors, escriptors, productors i crítics per a la revista Time Out la va classificar com la segona millor pel·lícula britànica de tots els temps.

## Argument[4]
En el període de postguerra, un escriptor estatunidenc de novel·les barates anomenat Holly Martins (Joseph Cotten) arriba a Viena, ocupada per les quatre potències aliades, on descobreix que el seu millor amic Harry Lime (Orson Welles) ha mort en un estrany accident de trànsit. El cap de la policia militar britànica li insinua que el seu amic s'havia barrejat en la trama del mercat negre de penicil·lina, per la qual cosa Holly intentarà esbrinar què s'amaga realment darrere de la mort del seu amic.

## Repartiment
- Joseph Cotten: Holly Martins
- Orson Welles: Harry Lime
- Alida Valli: Anna Schmidt
- Trevor Howard: comandant Calloway
- Bernard Lee: sergent Paine
- Wilfrid Hyde-White: Crabbin
- Paul Hörbiger: el porter de Harry
- Ernst Deutsch: "Baron" Kurtz
- Siegfried Breuer: Popescu
- Erich Ponto: Dr. Winkel

## Premis i Nominacions

### Premis[5]
- Oscar a la millor fotografia (Robert Krasker)

### Nominacions[5]
- Oscar a la millor direcció (Carol Reed)
- Oscar al millor muntatge (Oswald Hafenrichter)